# سفيروبايكالسك
سفيروبايكالسك (بالروسية: Северобайкальск) هي إحدى مدن روسيا في الكيان الفدرالي الروسي بورياتيا.

## المناخ
يظهر الجدول التالي التغييرات المناخية على مدار السنة لسفيروبايكالسك:
| البيانات المناخية لـسفيروبايكالسك | البيانات المناخية لـسفيروبايكالسك | البيانات المناخية لـسفيروبايكالسك | البيانات المناخية لـسفيروبايكالسك | البيانات المناخية لـسفيروبايكالسك | البيانات المناخية لـسفيروبايكالسك | البيانات المناخية لـسفيروبايكالسك | البيانات المناخية لـسفيروبايكالسك | البيانات المناخية لـسفيروبايكالسك | البيانات المناخية لـسفيروبايكالسك | البيانات المناخية لـسفيروبايكالسك | البيانات المناخية لـسفيروبايكالسك | البيانات المناخية لـسفيروبايكالسك | البيانات المناخية لـسفيروبايكالسك |
| الشهر                             | يناير                             | فبراير                            | مارس                              | أبريل                             | مايو                              | يونيو                             | يوليو                             | أغسطس                             | سبتمبر                            | أكتوبر                            | نوفمبر                            | ديسمبر                            | المعدل السنوي                     |
| --------------------------------- | --------------------------------- | --------------------------------- | --------------------------------- | --------------------------------- | --------------------------------- | --------------------------------- | --------------------------------- | --------------------------------- | --------------------------------- | --------------------------------- | --------------------------------- | --------------------------------- | --------------------------------- |
| متوسط درجة الحرارة الكبرى °م (°ف) | −17.3 (0.9)                       | −14.7 (5.5)                       | −4.8 (23.4)                       | 3.6 (38.5)                        | 12.0 (53.6)                       | 19.5 (67.1)                       | 22.4 (72.3)                       | 20.9 (69.6)                       | 13.7 (56.7)                       | 3.8 (38.8)                        | −6.3 (20.7)                       | −12.9 (8.8)                       | 3.3 (38.0)                        |
| المتوسط اليومي °م (°ف)            | −22.9 (−9.2)                      | −21.6 (−6.9)                      | −12.9 (8.8)                       | −2.9 (26.8)                       | 5.0 (41.0)                        | 11.9 (53.4)                       | 15.7 (60.3)                       | 14.7 (58.5)                       | 7.9 (46.2)                        | −1.0 (30.2)                       | −11.5 (11.3)                      | −18.2 (−0.8)                      | −3.0 (26.6)                       |
| متوسط درجة الحرارة الصغرى °م (°ف) | −28.4 (−19.1)                     | −28.5 (−19.3)                     | −21.0 (−5.8)                      | −9.4 (15.1)                       | −1.9 (28.6)                       | 4.4 (39.9)                        | 9.1 (48.4)                        | 8.6 (47.5)                        | 2.2 (36.0)                        | −5.8 (21.6)                       | −16.7 (1.9)                       | −23.4 (−10.1)                     | −9.2 (15.4)                       |
| الهطول مم (إنش)                   | 16 (0.6)                          | 12 (0.5)                          | 10 (0.4)                          | 17 (0.7)                          | 28 (1.1)                          | 37 (1.5)                          | 65 (2.6)                          | 63 (2.5)                          | 42 (1.7)                          | 23 (0.9)                          | 22 (0.9)                          | 19 (0.7)                          | 354 (14.1)                        |
| المصدر: Climate-Data.org          |                                   |                                   |                                   |                                   |                                   |                                   |                                   |                                   |                                   |                                   |                                   |                                   |                                   |